# Internationalisme
Ne doit pas être confondu avec Internationalisme institutionnel.

Différentes drapeaux des pays du monde

L’internationalisme correspond à un ensemble de positions idéologiques diverses et parfois antagonistes qui, par différence ou par opposition au nationalisme, défendent des programmes politiques et des intérêts sociaux au-delà les frontières.
Il est particulièrement défendu au sein du mouvement ouvrier (inspiré notamment du marxisme et du socialisme libertaire) qui prône la solidarité des prolétaires de tous les pays, mais peut également se retrouver défendu par certains partisans du courant humaniste, de l’altermondialisme et du capitalisme. L'atlantisme est par exemple une idéologie défendant l'internationalisme libéral.
Il est parfois incarné par l'antinationalisme.

## Définition et historique

### Définition
L’internationalisme est une idéologie qui encourage et met en place une solidarité de principes, d'intentions et d'actions parmi les individus et les forces collectives, et qui tend vers une organisation dépassant les structures nationales.
L’internationalisme souhaite la fin des affrontements entre les États et s'oppose au nationalisme et au chauvinisme, en défendant des intérêts qui sont communs à l'humanité. Le nationalisme est un principe politique qui apparaît à la fin du XVIIIe siècle. Il définit le groupe national comme une essence basée sur un ensemble de principes et de valeurs ethniques, culturels ou sociaux. Le groupe national est alors lié de manière exclusive à l’État-nation. Le chauvinisme, qui tient son étymologie du nom de Nicolas Chauvin, est une forme de patriotisme exclusif.
L’internationalisme est à ne pas confondre avec plusieurs notions à caractère transnational ou international.
- Le cosmopolitisme[2] tire ses origines de l’Antiquité grecque. Il est pour la première fois conceptualisé par le philosophe cynique Diogène de Sinope, à partir des mots cosmos (le monde, l'univers) et politês (citoyen). Il exprime la possibilité d'être natif d'un lieu et de toucher à l'universalité, sans renier sa particularité.

- L’universalisme a pour objectif de promouvoir des valeurs et des idées valides partout dans le monde, à toute époque et pour toute classe sociale. Il postule que tous les êtres humains auraient une nature commune, une unité globale et fondamentale plus forte que les différences (langues, histoire, traditions). L'universalisme républicain, qui est une doctrine d'origine française, présente la République et ses valeurs de liberté, égalité des individus et fraternité comme un idéal universel.

- Le mondialisme est un mouvement idéologiquement visant à l’unité du monde et la solidarité entre les citoyens de différents états. Le mondialisme est lui-même à ne pas confondre avec mondialisation, qui est un processus économique et social.

### Historique
L’idée de coopération entre les nations dans le but de créer un système de paix et d'échanges existe avant le développement de l'internationalisme au XIXe siècle. Une de ces conceptions majeures est développée par Emmanuel Kant dans son ouvrage Vers la paix perpétuelle. Selon lui, la paix au niveau mondial ne peut se réaliser que par la création d'un cadre juridique commun. La première étape de la construction de la paix perpétuelle est l’adoption par les États d’une constitution républicaine (c’est-à-dire de la démocratie représentative). Ces États formeraient ensuite une confédération d’États libres, capables de substituer aux relations de force des relations de droit sur la base du respect des droits des personnes. Kant n’envisage pas un gouvernement mondial.
Le concept d'internationalisme émerge au milieu du XIXe siècle. Il définit alors les relations entre les nations puis la collaboration dans des organisations internationales (voir Internationalisme institutionnel). Il se diffuse en Europe et aux États-Unis, dans le cadre du développement des États-nations et de l'expansion coloniale européenne. Il prend une connotation politique avec le développement des Internationales ouvrières et a un sens péjoratif pour les nationalistes. Au cours du XXe siècle, la notion d'internationalisme aura des significations plus larges, voire contradictoires.

## Les évolutions du mouvement ouvrier

Le logo de l'Internationale communiste.

L'internationalisme de gauche ou prolétarien qui apparaît au XIXe siècle vise :
- dans un premier temps, à la solidarité internationale entre les prolétaires (ouvriers, paysans, employés, salariés, précaires, chômeurs, etc.),
- puis après un processus révolutionnaire ou réformiste, à la mise en place d'un régime international supprimant les États et leurs frontières ; c'est alors le socialisme (ou communisme), une société qui ne comprend ni États, ni classes, ni exploitation.

Ses principaux théoriciens sont Karl Marx, Friedrich Engels, Herman Gorter, Rosa Luxemburg, Lénine, Kautsky, Karl Liebknecht, Eduard Bernstein, Jean Jaurès. Le slogan « Prolétaires de tous les pays, unissez-vous ! », dernière ligne du Manifeste du Parti communiste, le drapeau rouge et le chant « L’Internationale » en deviennent les principaux symboles. L'internationalisme de gauche est un pacifisme et s'oppose aux guerres entre les peuples.

### Première Internationale, internationalisme ouvrier
L'Association internationale des travailleurs est fondée à Londres en 1864. C'est une première tentative formelle pour l'union du mouvement ouvrier international naissant en Europe. Cette fédération voit se rassembler, et parfois s'opposer, deux tendances socialistes :
- les socialistes dits autoritaires, marxistes, ou communistes
- les anti-autoritaires, influencés notamment par Proudhon et Bakounine.

Ces dissensions internes font imploser le mouvement en 1872, lorsque Marx fait exclure Bakounine au congrès de l'AIT à La Haye. Cette scission vient affaiblir encore un mouvement divisé et frappé par la répression après la Commune de Paris. Le 15 juillet 1876, le congrès réuni à Philadelphie décide l'auto-dissolution de l’Internationale.

### Association internationale des travailleurs, internationalisme anarchiste
Cette dislocation fait naître une internationale anti-autoritaire, la Fédération jurassienne fondée à St-Imier en 1872. Cette association est donc l'héritière directe de l'AIT. Elle est peu à peu délaissée par les militants anarchistes qui vont préférer de nouvelles formes de militantisme, comme la propagande par le fait, ou encore l'anarcho-syndicalisme.
Dans la suite des années 1870, malgré ces dissensions, le mouvement anarchiste ne s'essouffle pas, et gagne même en popularité. Si l'anarchisme à ses débuts était une branche virulente du marxisme, les adeptes de la pensée de Bakounine s'affirment en tant que mouvement à part entière, avec également une optique internationaliste. Ayant pour base de pensée la volonté d'abattre toute forme d'autorité institutionnelle, l'anarchisme peut difficilement se reconnaître dans un gouvernement ou un parti. Aussi, les agissements préconisés et réalisés ne rentrent pas dans une logique d’État, mais bien au contraire dans une logique clandestine et minoritaire. Ce sont à travers ces différentes actions isolées dans différents pays, européens principalement, que la pensée anarchiste voit naître une dimension internationale. On cherche à outrepasser les frontières et les structures étatiques pour répandre et renforcer la pensée libertaire. Bakounine lui-même prônait l'action par les syndicats, qui étaient selon lui « l'organisation naturelle des masses ». Il s'agit d'unir les foules derrière une même pensée, mais sans jamais lui imposer une autorité quelconque. Ainsi, certains groupes anarchistes internationaux voient le jour.
L’Association internationale des travailleurs, une internationale anarcho-syndicaliste qui reprend le nom de la Première Internationale, est fondée en 1922 à Berlin. Cette association est encore active aujourd'hui et dispose de sections en Europe et en Amérique du Sud.
La dimension internationaliste du mouvement anarchiste s'est également exprimée en dehors des organisations formelles que sont les partis politiques, les fédérations ou les syndicats, à travers notamment une organisation en réseaux, façonnés au gré des rencontres et des affinités entre militants du monde entier. En Europe particulièrement, à la fin du XIXe siècle, les grands penseurs libertaires de différents pays sont en contact et échangent régulièrement, et les différents militants maintiennent les réseaux entre pays par le biais de périodiques internationaux.
Plus récemment a été créée la Confédération internationale du travail, parfois appelée « nouvelle AIT ». Elle vise à faire évoluer l'internationalisme des courants anarcho-syndicaliste, et syndicaliste révolutionnaire.

### Deuxième Internationale, internationalisme socialiste
L’Internationale ouvrière (Deuxième Internationale) est fondée le 14 juillet 1889 à Paris à l’initiative de Friedrich Engels. Contrairement à la Première Internationale, les délégués ne créent pas d’organismes centraux, mais organisent des conférences périodiques pour favoriser les échanges entre les groupes de travail nationaux.
La condition préalable à l'établissement de la Deuxième Internationale a été la croissance du mouvement ouvrier dans les pays européens et aux États-Unis, l’élaboration de la législation concernant les partis socialistes et communistes, la propagation des idées socialistes.
Au début du XXe siècle, la Deuxième Internationale exerce une forte influence dans le mouvement ouvrier avec 12 partis de 23 pays. Les Congrès de la Deuxième Internationale se focalisent sur les enjeux du nationalisme, du chauvinisme, de la course aux armements et de la menace d'une guerre mondiale. Mais en 1914, le principe national l’emporte sur l’idée internationaliste et la majorité de ses partis soutiennent la guerre, à l’exception des socialistes russes, serbe et de petites minorités d’autres partis.
Les opposants à la guerre dénoncent le massacre des peuples entre eux pour les intérêts des dirigeants de chaque État. Ils se réunissent en Suisse à la conférence de Zimmerwald en 1915 et à la conférence de Kiental en 1916. Dans l’après-guerre, les divisions entre les partis socialistes et la naissance de la Troisième Internationale entraînent la mort de la Deuxième Internationale. En tentant de recomposer le schisme entre communistes et socialistes, certains partis fondent à Vienne, en février 1921, l’Union des partis socialistes pour l'action internationale. En mai 1923, lors de la conférence de Hambourg, cette organisation devient l’Internationale ouvrière socialiste, qui se proclame héritière de la Deuxième Internationale.
Cette nouvelle expérience, gravement menacée par l’arrivée au pouvoir des dictatures en Europe dans les années 1930 va durer jusqu’au déclenchement de la Seconde Guerre mondiale en 1939. Après sa dissolution formelle, elle se reconstitue pendant le congrès de Francfort en 1951, sous le nom d’Internationale socialiste. Cette organisation se définit comme démocratique, anticommuniste et anti-impérialiste, s’ouvrant aux partis socialistes du Tiers Monde surtout à partir du Congrès de Genève (26-28 novembre 1976). L’Internationale socialiste est encore active aujourd’hui comme lieu de rencontre et de débat théorique et rassemble 159 partis.

### Troisième Internationale, internationalisme communiste
La Troisième Internationale dite aussi Komintern ou Comintern, est l'organisation internationale des partis communistes créée en 1919 à Moscou. La dimension internationaliste est à la base de cette organisation et de ses propositions. Son but était de réunir tous les courants révolutionnaires, pacifistes et anti-impérialistes de tendance communiste. Puisque la Révolution d'Octobre ouvrait dans l'histoire des luttes prolétaires une nouvelle phase de conquête du pouvoir, la Troisième Internationale se proposait comme l'instrument organisationnel de la révolution communiste mondiale.
La Troisième Internationale est rapidement devenue un instrument de la politique étrangère soviétique. Les congrès mondiaux ne se réunissent plus après le VIe congrès en 1934. En 1943 elle est supprimée par Staline dans le contexte de la Seconde Guerre mondiale. En 1947 est fondé le Kominform qui se propose de connecter tous les partis communistes d’Europe et fonctionne jusqu’en 1956. Dans les années 1950-1980, les partis communistes chinois et albanais organisent des réseaux internationalistes sans les formaliser dans une organisation.
Dans les années 1930, l’appareil de la Troisième Internationale compte près de 500 militants permanents de toutes nationalités, basés à Moscou. L’internationalisme communiste se manifeste au niveau des militants par l’engagement dans des organisations de masse, antifascistes (par exemple pendant la Guerre d’Espagne), pacifistes (Mouvement mondial des partisans de la paix) et de solidarité internationale et anticoloniale.
En 1927, le « Premier Congrès international contre l'impérialisme et le colonialisme » est convoqué à Bruxelles. L'événement accompagne la création de la Ligue contre l'impérialisme et l'oppression coloniale, organisation affiliée à l’Internationale communiste et s’appuie sur les analyses de Lénine dans sa brochure L'Impérialisme, stade suprême du capitalisme.

### Quatrième Internationale, internationalisme trotskiste
Léon Trotski fonde la Quatrième Internationale en 1938 alors qu’il est en exil à Paris. Le Programme de transition écrit par Trotski lui-même défend l’idée de la Révolution permanente. La IVe Internationale se veut l’héritière de la Commune de Paris, de Marx et Engels et de la révolution d’octobre 1917. Elle se positionne contre la bureaucratie stalinienne, contre la montée des fascismes et contre les politiques impérialistes.
Les congrès mondiaux de la IVe Internationale ont pour ambition de réunir l'ensemble de ses sections pour prendre position sur les différents événements historiques et déterminer la conduite à tenir face aux prises de pouvoir militaires et totalitaires. Les congrès mondiaux vont également se positionner sur la stratégie à adopter vis-à-vis des autres partis et syndicats de gauche. Ces décisions entraînent de nombreuses scissions au sein des mouvements se réclamant du trotskisme. La plus importante des scissions se déroule en 1952, lorsque le Parti communiste internationaliste (PCI) refuse de pratiquer la politique de l'entrisme défendue par Michel Pablo et votée par la IVe Internationale :
- La nouvelle IVe Internationale dite « Lambertiste » avec le Comité international de la Quatrième Internationale (CIQI) s'oppose au Secrétariat unifié de la IVe Internationale. Elle est composée d'une cinquantaine d'organisations.
- Aujourd'hui le Secrétariat unifié comporte une soixantaine d'organisations membres ou sympathisantes à travers le monde.

Chaque année les jeunesses révolutionnaires membres de la Quatrième Internationale organisent pour une semaine un camp regroupant les jeunes militants anticapitalistes, révolutionnaire du monde entier. Le but de ce rassemblement étant d'échanger sur les différentes expériences de lutte.

## Mouvements de citoyens et de solidarité internationale

### Internationalisme pacifiste
L’internationalisme pacifiste est l’ensemble des actions des mouvements de pensée qui, au-delà des idéologies et des croyances, s’opposent à la guerre, comme moyen de résoudre les conflits internationaux. La particularité de cet internationalisme est que les différents mouvements pacifistes n’ont pas la même vision à propos du moyen par lequel atteindre la paix, mais leur point commun est l’opposition aux guerres et à la course aux armements.
L’internationalisme pacifiste est caractérisé par trois traditions internationalistes opposées à la guerre :
- Pacifisme universaliste : influencé par les grandes religions monothéistes, par les philosophies orientales, par les théories des socialistes utopiques. À l’époque contemporaine Gandhi représente ce type de pacifisme.
- Antimilitarisme : caractérisé pour le refus des autorités et de la guerre, il a des caractéristiques internationalistes dans la mobilisation contre les armements et surtout contre la conscription obligatoire. Il est typique des révolutionnaires, anarchistes et syndicalistes.
- Cosmopolitisme : des États qui partagent des valeurs et des structures de gouvernement similaires tendent à résoudre leurs conflits par la diplomatie plutôt que par la guerre. Influencé par les Lumières et en particulier par les théories de Kant sur la paix perpétuelle. Voir internationalisme institutionnel, ONU.

Après la Seconde guerre mondiale, on distingue quatre moments pendant lesquels les différents mouvements pacifistes, en coordonnant leurs actions, peuvent apparaître aux yeux de l’opinion publique mondiale comme un seul grand mouvement pacifiste international :
- Mobilisation des années 1950 contre la menace nucléaire, en particulier avec l’appel de Stockholm. Dans cette initiative le mouvement pacifiste structurant est le Conseil mondial de la paix et ses Mouvements des partisans de la paix liés à l’internationalisme communiste et à Moscou[16].
- Mobilisation des années 1960 et 1970 contre la guerre du Viêt Nam. Cet internationalisme pacifiste est lié[17] à la médiatisation du conflit par les mass media et se caractérise par les circulations transnationales des formes de mobilisations (par exemple les manifestations aux cris de « Ho-Ho-Ho Chi Minh »[18]).
- Mobilisation des années 1980 contre les euromissiles Pershing et la course aux armements nucléaires. Elle concerne uniquement l’Europe de l’Ouest et en particulier l’opposition à la politique de réarmement lancée par Reagan pendant sa présidence des États-Unis. Ces grandes manifestations combinent des dimensions internationales et nationales, car il s’agit de lutter contre l’implantation de nouveaux missiles dans chaque pays.
- Mobilisation contre la troisième guerre du Golfe menée par une coalition dirigée par les États-Unis en Irak en 2003. Les protestations totalisent des millions de participants dans les premiers mois puis s’affaiblissent[19].

### Féminisme internationaliste et transnational
Les mouvements nationaux pour les droits des femmes, dont les origines chronologiques varient selon les pays, commencent à s’organiser de façon internationale au tournant du XXe siècle. Le but est de revendiquer des droits sociaux, économiques, culturels et sexuels, mais surtout de faire changer les mentalités sur l’image des femmes. Le droit d’accès au suffrage représentait le droit ultime, les militantes se disaient qu’une fois ce droit acquis, elles pourraient avoir accès à tous les autres, étant donné qu’elles participeraient à l’organisation et à l’évolution de la vie politique, juridique, sociale et économique de leurs pays respectifs.
Les femmes se rencontrent au-delà des frontières lors des conférences mondiales qui s’organisent surtout dans la deuxième partie du XIXe siècle, comme la première Convention anti-esclavagiste mondiale à Londres, les Expositions Universelles ou des Congrès socialistes. Il y a une prise de conscience des idées communes et du besoin d’une organisation internationale. C’est aux États-Unis que voit le jour en 1888 l'une des premières organisations internationales, l’International Council of Women (ICW). Lors de l’Exposition universelle de Paris en 1900, deux congrès internationaux sont organisés : l’un officiel, le Congrès des œuvres et institutions féminines, et l'autre semi-officiel, le quatrième Congrès international de la condition féminine et du droit des femmes. Les femmes socialistes ne sont pas conviées au premier.
- Cela illustre bien les tensions entre les féministes bourgeoises et les femmes socialistes.

Avec La Femme et le socialisme August Bebel, le président du parti social-démocrate allemand, avait pourtant fait en 1878 de la condition féminine une partie intégrante de la question sociale. D’après la théorie socialiste de Karl Marx et Friedrich Engels, l'oppression des femmes est déterminée par le mode de production capitaliste et les rapports de propriété qui découlent de ce mode de production. Ainsi, la révolution était nécessaire pour atteindre l'émancipation des femmes. La lutte du féminisme socialiste pour l’émancipation s’est concentrée sur des actions qui ont soutenu la libération des femmes comme faisant partie d’une classe. Cela a freiné l’entrée des femmes socialistes dans les organisations internationales de défense du droit des femmes.
Néanmoins, la question des femmes a été abordée dans les congrès socialistes internationaux, par exemple lors du congrès fondateur de la Deuxième Internationale en 1889 à Paris, où la militante socialiste Clara Zetkin prononce une déclaration sur la question de la femme. Lors de ce congrès, elle soutient que les femmes resteraient esclaves des hommes aussi longtemps qu'elles ne seraient pas économiquement indépendantes de lui, comme le travailleur resterait en esclavage dès lors qu’il dépendait du capital. La femme prolétaire, même si elle était économiquement indépendante des hommes, restait l'esclave de son employeur. Ainsi, seule la révolution et la transformation de la société vers le socialisme pourraient amener l'émancipation complète des femmes. Une condition préalable pour cela était, cependant, de parvenir à l'indépendance économique des femmes et de les engager dans un travail socialement productif. Peu après, C. Zetkin a commencé à publier ses idées dans le journal socialiste pour les femmes, Die Gleichheit (l’Égalité).
Dans le contexte du congrès de la Deuxième Internationale en août 1907, la Première conférence internationale des femmes socialistes a lieu à Stuttgart, Allemagne, où un Secrétariat international des femmes est fondé sous la direction de Clara Zetkin. Cette organisation est connue aujourd'hui comme l'Internationale Socialiste des Femmes. La conférence a été le point de départ de la lutte des femmes socialistes pour les droits politiques et a adopté une résolution sur le droit de vote des femmes. Bien que poursuivant le même objectif d'émancipation politique des femmes, Zetkin rejette une association avec le mouvement « bourgeois » des femmes. De même, la militante socialiste Rosa Luxemburg avait une position ambivalente concernant la lutte pour le droit de vote des femmes. Bien qu'elle ait apprécié la lutte pour le droit de vote des femmes, elle a critiqué le fait que la femme bourgeoise, économiquement dépendante de son mari, n'avait eu aucun fondement matériel pour sa participation à la vie politique, car elle n’avait pas de fonction économique dans la société. En 1910, lors de la deuxième rencontre de l’Internationale socialiste des femmes, le principe de la Journée internationale des femmes est établi.
Dans le contexte de la guerre des Balkans en 1912-1913 et de la Première Guerre mondiale, le mouvement se concentre sur le combat pour la paix. En 1915, en pleine « Union sacrée », l'Internationale socialiste des femmes se réunit à Berne. Des femmes de tous les pays belligérants déclarent alors « guerre à la guerre ». Le Comité des Femmes de l’Internationale socialiste refondé en 1926, interrompt ses activités pendant la Seconde Guerre mondiale puis reprend en 1955 à Londres.
Au deuxième congrès de l'Internationale communiste (Komintern) en août 1920, est créé un nouveau Secrétariat international des femmes communistes, dirigé également par Clara Zetkin. L'Internationale communiste des femmes rejette toujours le féminisme « bourgeois » tout en soulignant que le combat des femmes avait vocation à toucher toutes les couches sociales. L'adhésion des femmes à l’Internationale communiste est restée faible. Le secrétariat est supprimé en 1926.
Dans les années 1930, le Komintern considère que la question des femmes n’est pas prioritaire par rapport à des questions plus pressantes comme la lutte contre la montée du fascisme. Au sein du Comité mondial contre la guerre et le fascisme, le Comité mondial des femmes contre la guerre et le fascisme est fondé par la féministe française Gabrielle Duchêne lors du Congrès mondial des femmes contre la guerre et le fascisme qui a eu lieu à Paris en août 1934.
Le réseau politique des femmes antifascistes se pérennise avec la Fédération démocratique internationale des femmes(FDIF) fondée en 1945 à Paris avec comme première présidente Eugénie Cotton. Le programme de la FDIF se développe autour de l'antifascisme, du pacifisme et de l’activisme pour les droits des femmes, et touche des militantes du monde entier, non sans ambiguïtés en raison de la politique familialiste et hostile à l’avortement et à la contraception prônée en URSS et par les PC. La FDIF a été accusée par le gouvernement américain d'être une « organisation de front soviétique », accusations qui doivent être replacées dans le contexte de la guerre froide.
Le féminisme transnational depuis la fin du XXe siècle peut être considéré comme la dernière incarnation des féminismes internationaux.
La première définition du terme de féminisme transnational est celle d'un mouvement social et politique pour les droits de la femme, qui dépasse les frontières des États-nations. Cet usage du terme «transnational» remplace les termes d’« international », « global » ou « supranational » dans les discussions sur les solidarités féminines au-delà des frontières.
Une autre approche, développée dans le milieu académique anglophone dans les années 1970-1980, considère le féminisme transnational comme une réponse à l'universalisme du féminisme libéral (occidental), qui ignore les différences de race, de classe, d'ethnicité et de culture entre les femmes du Nord et celles du Sud. Cette approche interdisciplinaire, qui est parfois nommée « transnational feminist cultural studies », s'appuie sur les théories des systèmes mondiaux (World system theories), études culturelles, des études de genre, les concepts de postmodernité et les études post-coloniales.
Les figures fondatrices de cette pensée féministe transnationaliste sont Gayatri Chakravorty Spivak « Les subalternes peuvent-elles parler ? » (1983, Inderpal Grewal et Caren Kaplan «Scattered Hegemonies: Postmodernity and Transnational Feminist Practices », 1994) et Chandra Talpade Mohanty «Feminism Without Borders: Decolonizing Theory, Practicing Solidarity» (2003). Ces chercheuses soutiennent l'idée que le féminisme transnational doit être « décolonisé » du discours culturel sur les femmes des pays postcoloniaux produit par des chercheuses occidentales et prendre en considération la réalité historique, culturelle et géographique de la situation des femmes dans le Nord ainsi que dans le Sud.
Si le féminisme de la deuxième vague, aussi appelé le féminisme libéral, avait tendance à considérer les rôles des sexes comme la seule condition d'oppression des femmes et luttait pour le «global sisterhood» à travers les frontières nationales, le féminisme transnational de la troisième vague privilège l'idée de « la solidarité dans la différence ». Cela signifie donc une réflexion sur le genre, la sexualité, la race et le racisme, les classes sociales, ainsi que la postcolonialité, le post esclavage et la diaspora, dans le cadre actuel de la mondialisation.
Le féminisme libéral avait une dimension universaliste et progressiste, le féminisme transnational, depuis la fin du XXe siècle, prend en compte le relativisme culturel.
Pour le féminisme transnational depuis la fin du XXe siècle, la mondialisation représente de nouveaux enjeux théoriques et pratiques.
Les concepts de mondialisation, conjugués par des chercheuses féministes définissent la mondialisation comme une nouvelle forme d'empire, une forme de recolonisation ou de néocolonisation, une hégémonie économique et culturelle, qui renforce le système patriarcal. Les chercheuses féministes défendent l'idée que la mondialisation et le néolibéralisme n'ont pas les mêmes effets sur les femmes que sur les hommes. Elles privilégient une approche genrée (sexuée) dans les études sur les inégalités, produites ou renforcées par la mondialisation. Au niveau pratique, de nombreuses organisations féministes transnationales luttent contre le travail sous-payé des femmes, notamment dans les pays du Sud, la violence envers les femmes, pour les droits de femmes migrantes, etc., en menant à la fois un combat altermondialiste et féministe.
- Les militantes féministes naviguent entre les organismes des Nations unies, les ONG (organisations non gouvernementales) internationales et l’Université, qui sont les lieux principaux d'implantation du féminisme transnational.

À partir des années 1970 les militantes pour les droits des femmes prennent la parole au sein de l'ONU. Cela marque le début de l'implantation du féminisme dans le cadre actuel des internationalismes institutionnels.
Dès 1975, l’ONU organise une « décennie de la Femme », inaugurée par une conférence internationale à Mexico, suivie d’une conférence intermédiaire à Copenhague, et se termine par une Troisième conférence tenue à Nairobi en 1985. Parmi les actions les plus importantes de la première « décennie de la Femme » on peut noter la validation de la Convention sur l'élimination de toutes les formes de discrimination à l'égard des femmes en 1979 (CEDAW) par l'Assemblée Générale des Nations unies. La Convention entre en vigueur en 1981 et, en 2009 elle regroupe 190 états. Elle propose une révision des droits humains, approuvés dans la Déclaration universelle des droits de l'homme, en intégrant de façon explicite les droits des femmes.
La Quatrième conférence mondiale de la femme, qui a eu lieu à Pékin en 1995, couronne la deuxième décennie de la femme des Nations unies. En 2005 l'Entité des Nations unies pour l'égalité des sexes et l'autonomisation des femmes ou ONU Femmes, qui se proclame être « porte-drapeau mondial des femmes et des filles », a été créée pour « accélérer les progrès en faveur de l’amélioration de la condition des femmes et des filles et pour répondre à leurs besoins dans le monde entier ».
Les déclarations et les actions prises par les Nations unies pour promouvoir l'égalité des sexes sont au centre de nombreuses critiques. Certaines féministes of Colour et transnationalistes ont perçu le nouveau statut des femmes, revendiqué dans ces traités internationaux comme une nouvelle forme de colonisation culturelle de l'Occident, qui accompagne la mondialisation. La tension entre l'universalisme des droits humains et le relativisme culturel reste présente.
- Les ONG sont un autre lieu d'implantation du discours féministe transnational. Elles interviennent dans le débat politique et parfois en action directe.

La sociologue américaine Valentine Moghadam définit les ONG féministes comme des mouvements féministes transnationaux qui constituent une réponse à la mondialisation et luttent contre les effets du néo-libéralisme sur les femmes. En même temps, la mondialisation est perçue comme un phénomène qui renforce ces réseaux transnationaux, car ils utilisent Internet pour exercer un lobbying. Moghadam pose aussi la question sur l'efficacité des actions de ces réseaux au niveau local et régional, sur les personnes directement touchées par la mondialisation. Elle affirme que certains mouvements féministes donnent lieu au phénomène de « l’ONGisation » - la bureaucratisation et dépolitisation des mouvements.
Lors du Forum social mondial (FSM) de 2005 au Brésil, qui avait pour l'objectif de s'organiser pour une lutte altermondialiste, les féministes ont créé de leur côté les « Dialogues féministes ».
- Quelques ONG féministes transnationales:

Organisation des Femmes pour l'Environnement et le Développement (WEDO)
Femmes sous lois musulmanes (WLUML)
Réseau des femmes dans le développement – Europe (WIDE)
Alternatives de Développement avec les Femmes pour une ère nouvelle (DAWN)
Association internationale des femmes de la Région méditerranéenne (AWMR)

### L'altermondialisme
Parmi les mouvements ayant tenté un dépassement des logiques nationales, l'altermondialisme doit être cité dans les principales expériences récentes.
Ce mouvement promeut, contre la dérégulation financière et la marchandisation à outrance des années 1980-1990, un mouvement de résistance coordonné à l'échelle internationale qui résiste à la mise en coupe réglée du monde par les multinationales. Pour cette raison l'altermondialisme regroupe des militants d'horizons très différents : syndicalistes, écologistes, paysans, pacifistes, etc.
Ce mouvement naît à partir de la révolte des indiens du Chiapas au Mexique en 1994 et se forme de façon officielle au Sommet de l'Organisation mondiale du commerce en 1999. Depuis lors il s'est régulièrement réuni lors de contre-sommets lorsque les élites du monde se rassemblent, et organise des forums sociaux mondiaux (FSM), dont le premier a eu lieu en 2001 à Porto Alegre. Les différents mouvements tentent de se coordonner et de définir un calendrier d'action.
Malgré ses intentions internationalistes ce mouvement n'est pas exempt de contradictions, la plupart des manifestations ont lieu surtout en Europe ou en Amérique latine, et beaucoup moins en Afrique alors que ce continent est le plus touché par les problèmes soulevés par le mouvement altermondialiste. D'autre part les mobilisations sont souvent plus nationales ou continentales qu'internationales, ce qui pose la question des difficultés à mettre en place un véritable mouvement internationaliste.

### Associations et organisations non gouvernementales
Un nouveau type d’internationalisme centré sur les aspects sociaux, humanitaires, moraux et de sauvegarde de la planète se développe à côté des internationalismes politiques, notamment après la fin de la Seconde Guerre mondiale. Le but de cet internationalisme est de créer des associations dont les membres appartiennent à différentes nations pour la coopération et la réalisation d'objectifs communs au niveau international. Dans cette perspective les associations humanitaire, les ONG ainsi que le courant écologiste peuvent être considérées comme des internationalismes puisqu'ils se basent sur des approches globales et préconisent des modes de coordination internationaux.
L’internationalisme humanitaire est l’ensemble des principes et des activités relatifs à l’assistance et à la protection de victimes civiles de désastres naturels ou produits par l’homme, surtout les conflits armés. La Croix-Rouge est l’une des premières structures allant au-delà des intérêts nationaux, tout en comprenant des représentants des États-nations. Elle a pour but de renforcer l’action humanitaire en répondant aux besoins en matière d’assistance et de protection. Elle s'efforce aussi de contribuer au règlement des conflits par des voies pacifiques. Dans la seconde moitié du XXe siècle un nouveau modèle d’internationalisme humanitaire s’impose : l’humanitaire sans frontières. En 1971, deux jeunes médecins en mission en Biafra fondent l’organisation Médecins sans frontières. Selon ce type d’organisation, qui a inspiré beaucoup d’autres professionnels comme les avocats ou les ingénieurs à s’engager, l’aide à l’humanité devrait être internationaliste et ne pas rester circonscrite dans les dynamiques des souverainetés nationales et territoriales.
Les organisations non gouvernementales (ONG) et organisations non gouvernementales internationales (ONGI) sont des associations à but non lucratif, indépendantes des États et des institutions internationales et financée par des fonds privés. Globalement on répartit les ONG en deux ensembles, les ONG humanitaires et les ONG de plaidoyer.
Les ONG définissent une mission précise d'intervention et s'organisent à différents échelons, du niveau local au niveau international. Pour permettre une telle organisation au niveau mondial et obtenir une certaine légitimité technique, les ONG ont dû se doter d’infrastructures stables. Dès lors, elles se sont engagées dans une professionnalisation croissante et qui est source d'un certain nombre de critiques.

### La question écologique, un enjeu global
L'origine du terme écologie montre une approche globalisée par définition. Comme le problème environnemental concerne l'ensemble du globe, les mouvements prônent une coordination internationale pour répondre aux problèmes environnementaux. L’écologie politique tente de trouver une réponse politique pour organiser au niveau international la mise en œuvre de politiques respectueuses de l'environnement inspirées des travaux scientifiques. Même quand la question est locale, l'approche est pensée en termes d'équilibre global.
Le mouvement écologiste est très divers dans ses organisations, ONG (on parle alors d’Organisation non gouvernementale environnementale (ONGE) et partis politiques n'en sont que les plus connus.
La principale critique vis-à-vis de l'écologie est qu'elle ne parvient pas à imposer une véritable coordination internationale ni au niveau des États, ni au niveau de l’internationalisme militant.

## Internationalisme et mondialisation

### Internationalismes libéraux
L’internationalisme libéral est une notion problématique, qui n’est pas toujours appuyée sur une idéologie revendiquée ou une organisation. Il est souvent catégorisé et dénoncé de l’extérieur. Néanmoins, les défenseurs du libéralisme plaidant pour la libre circulation des échanges et des capitaux, ils jouent également en faveur d'un dépassement des cadres nationaux.
Le terme d'internationalisme libéral peut avoir alors deux sens :
- Réunion des partis se proclamant « libéraux ». L’Internationale libérale fondée en 1947 décide de « développer une organisation partisane au niveau transnational » et fonctionne comme un acteur politique européen.
- Principe de politique étrangère limitant la souveraineté des États au nom de valeurs partagées (libéralisme économique, démocratie, droits de l’homme) et prônant une gouvernance mondiale.

### Replis identitaires transfrontaliers
La mondialisation entraîne l’uniformisation culturelle et la mise en concurrence des espaces et des groupes.
La tension entre le niveau mondial et le niveau local engendre structurellement un repli paradoxal sur des identités territoriales et/ou nationales (régionalismes/nationalismes), religieuses (fondamentalismes) et de groupe (ethnicismes). Les réactions défensives peuvent prendre des formes différentes plus ou moins créatives et originales mais aussi violentes. Serge Latouche souligne que « l'identité culturelle existe en soi dans les groupes vivants. Quand elle devient pour soi, elle est déjà le signe d'un repli face à une menace ; elle risque de s'orienter vers l'enfermement, voire l'imposture ».
Une communauté vivante est toujours ouverte et plurielle mais quand on commence à l’instrumentaliser, avec des revendications communautaires souvent de droite mais aussi de gauche (et aujourd’hui « ni de droite ni de gauche »), elle a tendance à se renfermer, à devenir exclusive, monolithique, intolérante et totalisante. Il s’agit de tendances qu’on voit clairement monter un peu partout en Europe. Peut-on parler d’un internationalisme ?
- Les mouvements, dits populistes, présentent un noyau dur d’éléments communs : un leader charismatique qui fait appel au peuple, en tant que communauté holistique consciente de son identité et de ses intérêts contre des ennemis qui les mettent en danger (les partis traditionnels et les hommes politiques, le « capital anonyme et vagabond »[48], les bureaucrates, les intellectuels et les étrangers)[49].

En même temps l’intensité et la façon de se combiner de ces éléments change selon les différents contextes nationaux et l’idée d’une collaboration entre eux à une échelle supranationale reste liée à des choix tactiques, comme faire face à l’ennemi commun (l'alliance PSE-PPE, l'Euro, la construction européenne en soi…) au Parlement Européen. Si Matteo Salvini, leader de la Ligue du Nord italienne, ne manque d’afficher son amitié et ses affinités avec Marine Le Pen et le Front national, le UKIP de Nigel Farage ou le Mouvement 5 étoiles de Beppe Grillo ont tout fait pour ne pas être réunis sous la même étiquette (avec le refus d’entrer ou de former un groupe unitaire au Parlement européen).
Le combat pour une « Europe des peuples » refusant les institutions communes et les partages de souveraineté ne se structure pas en internationalisme mais davantage en collaborations tactiques et ponctuelles.
Aussi bien le Front national que la Ligue du Nord, ainsi que toute une série de partis européens d’extrême droite, partagent un lien étroit établi avec la Russie de Vladimir Poutine : plusieurs enquêtes journalistiques, ont démontré les flux de financement russe vers les partis qui, en Occident, brisent l’isolement dont il souffre et défendent ses positions, ses choix, son régime et son leader. Les leaders, et les dirigeants de ces partis ont visité plusieurs fois la Russie et vice-versa des envoyés du Kremlin ont été envoyés dans les pays européens. En revanche, on ne voit qu’un début de rapprochement avec Donald Trump, le candidat populiste aux présidentielles américaines, qui aujourd’hui monopolise le débat. Les leaders européens de ces partis se sont félicités de ses victoires et ont déjà tenté de le rencontrer personnellement.

### Internationalisme antisémite et antisioniste
On peut inclure parmi les mouvements internationaux l'antisémitisme, consistant dans l’hostilité manifestée contre les Juifs et érigée parfois en doctrine ou en mouvement réclamant contre les juifs des mesures d'exception. Ce phénomène apparait au XIXe siècle et acquiert un caractère international, ou supranational, au moment de la formation des premiers partis antijuifs dans le monde germanique. Ces partis se présentent comme des partis au-dessus des partis, se réunissant en congrès internationaux, et c'est à ce niveau qu'ils ont l'ambition de lutter contre les Juifs.
L’antisémitisme moderne se développe à partir du nationalisme, dont les adeptes accusaient les Juifs d'être des citoyens déloyaux. Cette accusation dérive de deux images stéréotypées qui ont accompagné les Juifs depuis toujours. La première est celle d’un peuple qui formerait une communauté exclusive sur la base du partage de la même culture et de la même religion. Les Juifs sont alors rejetés comme porteurs de haine à l’égard des autres peuples et refusant de s’intégrer. Le deuxième préjugé caractérise les Juifs comme peuple sans État, nomades ou cosmopolites, non assimilables dans les États nations.
Cette hostilité envers les Juifs a évolué au cours du temps. Elle a caractérisé la droite nationaliste comme dans une moindre mesure le stalinisme, mais depuis la politique massive d’extermination des Juifs menée par Hitler, aucune institution (mouvement, parti ou association) antisémite internationale n’a vu le jour. Néanmoins on peut parler d’un phénomène, qui s’est répandu au niveau mondial et qui adopte les critères de solidarité et d’unité de principes et d’action caractérisant l’internationalisme dirigé contre les Juifs, considérés comme des ennemis intérieurs. Cette haine répandue a permis la diffusion de certaines théories complotistes, basées pour la plupart sur le fameux faux des Protocoles des Sages de Sion. Selon ces théories complotistes les Juifs seraient les cerveaux d’un complot visant à dominer l’humanité non juive. La droite israélienne associe souvent à l’antisémitisme, l’antisionisme, qui désigne historiquement l'opposition au projet sioniste d'établissement d'un foyer national juif en Palestine, et aussi depuis 1967 le refus d'Israël de la résolution 242 de l'ONU et l'annexion d'une partie croissante des territoires palestiniens occupés. Le mouvement s’est institutionnalisé au moment du premier Congrès sioniste mondial tenu à Bâle en 1897. Pendant le Congrès, le journaliste, écrivain et homme politique Theodor Herzl a exposé son « plan de réunification nationale juive » qui a pour but de donner une patrie au peuple juif afin de le doter du rang de peuple politique et de le faire sortir de sa situation de discrimination. Le résultat de cette conférence a été la création de l’OSM (Organisation sioniste mondiale) qui continue aujourd’hui son œuvre de défense de l’identité juive et de participation au soutien économique et politique d’Israël.
Aujourd'hui on parle aussi d'une nouvelle judéophobie, définie comme « l'ensemble des formes historiques prises par la haine des Juifs, et plus largement par toutes les passions, croyances et conduites antijuives dont les manifestations furent (et sont) les violences, physiques ou symboliques, subies par le peuple juif ». La judéophobie réunit antisémitisme et antisionisme. Elle est une des caractéristiques principales des mouvements extrémistes islamistes, qui désignent ainsi les Juifs comme les principaux ennemis visés par le Djihad mondial. Parmi ces mouvements, les idéologues d'Al-Qaïda, Ben Laden et Zawahiri, ont créé en février 1998 le « Front islamique mondial pour le djihad contre les Juifs et les Croisés ». Cette idéologie terroriste est ultra-minoritaire dans les peuples majoritairement musulmans et a armé idéologiquement des groupes ultra qui ont surtout tué des musulmans.

## Internationalisme fasciste, néo-fasciste et d’extrême droite
Le fascisme est une révolution nationaliste qui construit autant par exclusion que par inclusion. On peut parler de « fascisme global », incluant des régimes autoritaires (Franco, Japon) et établissant des collaborations internationales (financements, accords comme le pacte antikomintern à la fin des années 1930). Il ne s’organise jamais comme une « Internationale », terme trop connoté à gauche. Après 1945, les tentatives de fondation d’internationales néofascistes (le terme est alors interdit de facto et même de jure) comme l’Internationale de Malmö, le Mouvement social européen ou Ordre nouveau européen, restent marginales et cantonnées à l’Europe. La solidarité internationaliste d’extrême droite peut fonctionner par réseaux sur des enjeux précis, comme dans le cas de l’OAS défendant l’Algérie française.
À la fin du XXe siècle se développent de nouvelles droites extrêmes qui partagent le refus de la mondialisation, des migrations, du cosmopolitisme post-industriel, de la construction européenne, mais dont l’internationalisme reste limité par les valeurs identitaires.

## Internationalismes terroristes
Dès la fin du XIXe siècle, on note principalement en Europe un grand nombre d’actions terroristes dues à des anarchistes. En effet la pensée anarchiste a évolué vers la fin du siècle vers une action plus directe, une « propagande par le fait ». Il s’agit de sortir du terrain légal des lois de la société et de conduite à une prise de conscience populaire au travers d’actes frappants. Cela peut se traduire par des attentats comme des assassinats tels celui de Marie François Sadi Carnot président de la République française en 1894 faisant suite au vote de lois restreignant la liberté individuelle, d’Élisabeth de Wittelsbach reine de Hongrie en 1898 au nom de la lutte ouvrière ou Humbert Ier roi d'Italie en 1900, à la suite de la répression d’émeutes. Ce terrorisme touche aussi la Russie.
Bien que ces actions semblent toutes aller dans le même sens, comme l’attaque de hautes figures des sociétés, on ne peut pas encore les associer à un phénomène international ; les différents mouvements ne se concertant pas, les actions restent bien souvent individuelles et se situent surtout en Europe. On note néanmoins des réseaux qui se constituent surtout dans les milieux italiens, en lien l’émigration massive du XIXe siècle ; tant en Europe qu’ailleurs dans le monde comme en Argentine ou aux États-Unis avec l’exemple des anarchistes Bartolomeo Vanzetti et Nicola Sacco.
Le phénomène du terrorisme, notamment depuis les années 1970 et 1980, présente de nouveau des aspects internationalistes.
- Collaborations entre différentes organisations terroristes : il s’agit d’un partage de moyens et d’informations, conduisant à la formation de réseaux terroristes internationaux. En septembre 1988, un accord de collaboration est conclu entre la Fraction armée rouge et les Brigades rouges italiennes[72]. Une idéologie commune n’est pas une condition nécessaire. La coopération peut être essentiellement pragmatique (fourniture des armes, financements, actions à l’étranger, etc.). Un exemple est la collaboration entre les groupes palestiniens et les groupes néo-nazis[73].

- Appui de certains États au terrorisme. Les pays les moins scrupuleux ont choisi le terrorisme comme moyen de promouvoir leurs intérêts politiques et contribuent à l’internationalisation de la violence politique. Pendant la guerre froide, les liens entre les organisations terroristes de la gauche révolutionnaire en Europe de l’Ouest et les institutions politico-militaires des régimes communistes sont attestés. Les Brigades rouges italiennes ont utilisé les financements et l’aide des services secrets des pays du Pacte de Varsovie[74].

- L’internationalisme islamiste comprend une composante de terrorisme islamiste dans ses réseaux, sa propagande et son recrutement. L’État islamique s’appuyant sur la terreur remet en question l’organisation et l’inscription territoriale des États-nations hérités des XIXe et XXe siècles[75].